# Eriopyga eccarsia
Eriopyga eccarsia là một loài bướm đêm trong họ Noctuidae.